# Rindfleischberg
Der Rindfleischberg ist ein 388 m ü. A. hoher Berg im Osten der Gemeinde Klein-Pöchlarn.
Der Berg ist ein ehemaliger Weinberg, der nach der Blüte des Weinbaus um 1600 allmählich umgenutzt und an der Wende zum 20. Jahrhundert endgültig aufgegeben wurde. Laut Josephinischem Lagebuch von 1787 erstreckte sich die namensgebende Ried „Rindfleisch“ auf der bewaldeten Hochfläche vom Jakobikreuz im Westen bis zur Ried „Hinternegg“ im Osten. Im 16. Jahrhundert befand sich hier ein Gut mit einer drei Joch großen Viehweide. Möglicherweise wurden aus dem Waldviertel kommende Rinder hier gehalten, bevor sie der Schlachtung zugeführt wurden, denn Viehzucht ist historisch nicht belegbar.
An der Südseite des Rindfleischberges befinden sich noch heute zahlreiche klein parzellierte und mit Trockenmauern gestützte Terrassen, die bis ins frühe 20. Jahrhundert noch mit Feldfrüchten, Gemüse und Hackfrüchten bepflanzt waren, danach als Wiesen und Weiden genutzt und schließlich sich selbst überlassen wurden. Durch die starke Gliederung entstand ein engmaschiges Mosaik an Lebensräumen, wo sich verschiedene Trockenwiesen mit Brachen, Hecken, Verbuschungen, Eichenwäldern, Obstbäumen und Lösswänden abwechseln, was eine ebenso artenreiche Fauna nach sich zog. Der Rindfleischberg bildet heute das Herzstück des Europaschutzgebietes Strudengau-Nibelungengau.
Eine von der Gemeinde Klein-Pöchlarn initiierte Beweidung mit Schafen soll das Verwachsen der wertvollen Grünlandflächen verhindern.